# Ermione
Ermione (título original en italiano; en español, Hermíone) es una ópera en dos actos con música de Gioacchino Rossini y libreto en italiano de Andrea Leone Tottola, basado en Andrómaca de Jean Racine. Se estrenó en el Teatro San Carlos de Nápoles el 27 de marzo de 1819.
Ermione no tuvo éxito en el momento de su estreno y tuvo una sola representación. No se repuso en vida de Rossini. Se recuperó en el año 1987 en el Festival de Pésaro. Es la sexta de la serie de óperas serias compuestas por Rossini para los Teatros Reales de Nápoles, que revolucionarían las formas de la ópera italiana heredadas del siglo XVIII y se adoptarían nuevos moldes por los que transcurriría el género hasta bien entrado el Romanticismo y la irrupción de Verdi. 
Esta ópera rara vez se representa en la actualidad. Nuevas generaciones de cantantes se han aproximado a los grandes papeles que Ermione ofrece (entre ellos Anna Caterina Antonacci, Nelly Miricioiu y Alexandrina Pendatchanska en el rol titular). En las estadísticas de Operabase aparece con solo dos representaciones en el período 2005-2010. 

## "Fortuna" de la obra
Debutó en el teatro San Carlo de Nápoles el 27 de marzo de 1819, con poco éxito (pero algunas crónicas incluso hablan de un verdadero fiasco). El fracaso de la ópera se debió en parte al tema (al público no le gustaron los finales trágicos, solo piensa en el final feliz que Rossini tuvo que preparar para Otello), y en parte a la música, quizás demasiado "revolucionaria": la Sinfonía quien abre la ópera es interrumpido dos veces por el Coro que lamenta la caída de Troya; la Gran Escena del protagonista no se sitúa como final, sino en medio del Segundo Acto.
Debido al fracaso, la ópera nunca se reanudó en ningún otro teatro, y Rossini pudo reutilizar parte de la música para otras obras (Bianca y Falliero, Eduardo y Cristina, Zelmira, Moïse et Pharaon).
El primer resurgimiento en los tiempos modernos tuvo lugar en forma de concierto en la Chiesa dell'Annunziata de Siena en 1977, dirigido por Gabriele Ferro y siempre en concierto en 1986 en el Teatro Verdi (Padua) dirigido por Claudio Scimone con Cecilia Gasdia, Chris Merritt y Ernesto Palacio. En cambio, la primera actuación en forma de escenario tuvo lugar en 1987 en el Rossini Opera Festival, protagonizada por Montserrat Caballé, con Marilyn Horne, Rockwell Blake, Merritt y la dirección de Gustav Kuhn. Posteriormente el trabajo fue replicado en Italia, Europa y América, a pesar de no haber entrado en el repertorio habitual.
Además de la mencionada Caballé, el papel de Ermione cuenta con importantes intérpretes como Cecilia Gasdia (que grabó por primera vez la ópera con Claudio Scimone), Anna Caterina Antonacci (retomó el papel en Roma, Londres, Buenos Aires, Glyndebourne) y Sonia Ganassi (cuya aclamada interpretación en el Rossini Opera Festival se evidencia en la grabación de video). Los intérpretes importantes del papel de Pirro fueron Chris Merritt (que también se enfrentó al papel de Oreste) y Gregory Kunde. Finalmente, como Oreste, Rockwell Blake y Bruce Ford deberían ser recordados.

## Personajes
| Personaje                                              | Tesitura     | Reparto el 27 de marzo de 1819 Director: Nicola Festa |
| ------------------------------------------------------ | ------------ | ----------------------------------------------------- |
| Ermione (Hermíone), hija de Helena de Troya y Menelao. | soprano      | Isabella Colbran                                      |
| Andrómaca, esposa de Héctor.                           | contralto    | Rosmunda Pisaroni                                     |
| Pirro (Neoptólemo), hijo de Aquiles y rey de Epiro.    | baritenor    | Andrea Nozzari                                        |
| Orestes, hijo de Agamenón.                             | tenor        | Giovanni David                                        |
| Pílades, amigo y compañero de Orestes.                 | tenor        | Giuseppe Ciccimarra                                   |
| Cleone, confidente de Ermione.                         | mezzosoprano | Maria Manzi                                           |
| Fenicio, tutor de Pirro.                               | bajo         | Michele Benedetti                                     |
| Cefisa, confidente de Andrómaca.                       | contralto    | Raffaella De Bernardis                                |
| Attalo, confidente de Pirro.                           | tenor        | Gaetano Chizzola                                      |
| Astianacte, hijo de Andrómaca y Héctor.                | actor        |                                                       |

## Trama
(En el entendido de que la mitad de los nombres aparece con la ortografía italiana y los malentendidos geográficos e históricos son propios de todas las óperas de la época, como por ejemplo, hacerla reina de Epiro, en vez de Ftía.)
Antecedentes
Poco después de la caída de Troya, el rey Pirro regresó a Butroto, la capital de su reino, Epiro, llevándose consigo algunos prisioneros troyanos, entre ellos Andrómaca, viuda de Héctor, y su hijo Astianatte (Tottola se aparta del mito, dejando al hijo del héroe, que en realidad fue arrojado de los muros de Troya por Ulises). Pirro, aunque una promesa de matrimonio lo une a Ermione, hija del héroe Menelao, se enamora de Andrómaca y quiere convertirla en su reina: esto despierta los celos de Hermione y la indignación de los líderes aqueos, que temen ver ascender un trono griego. el último heredero de los odiados troyanos.
Acto I
Un coro de prisioneros troyanos (rehenes de Pirro) lamentan la derrota y destrucción de su amada ciudad. Entre ellos también se encuentra Andrómaca, viuda de Héctor, que vela por el sueño de su hijo Astianatte, y ve en su rostro los rasgos de su nunca olvidado esposo (Mia delizia! Un solo istante): en vano Cefisa, su sirvienta, y Fenicia, consejera de Pirro, intentan consolarla. Para doblar sus tormentos está la insistencia continua de Atalo, confidente del rey, que renueva las ofertas amorosas de su señor, quien, enamorado de Andrómaca, le promete salvar la vida del pequeño Astianatte (y aceptarlo como hijo) si ella aceptara casarse con él. Pero el hecho de que el niño, hijo del mayor enemigo de los aqueos, pueda convertirse en heredero del trono del hijo de Aquiles, hace que los fenicios teman una nueva guerra para Grecia: el tutor espera que Pirro mantenga su compromiso de casarse con Ermione (hija de Menelao y Elena). Pero si Ermione ama sinceramente a Pirro, este la desprecia y prefiere a "la esclava frigia".
Cleón, al frente de un coro de confidentes de Ermione, intenta consolar a su amiga, pero en vano, ya que la princesa es consciente de su inminente desastre. Para estropear su humor se da el encuentro con Pirro, que paseaba anhelando a Andrómaca; su enfrentamiento es repentino y violento: Ermione culpa al hombre de su infidelidad, y Pirro amenaza y humilla a la mujer (Non proseguir! Comprendo). Justo en ese momento se anuncia la llegada de Orestes, jefe de los líderes griegos, que llegó a Butroto precisamente para hacer que Pirro entre en razón e imponerle el respeto a los pactos. Pirro está preocupado por la llegada del hijo de Agamenón, mientras que Ermione está feliz por el regreso aquel a quien llama su libertador.
De hecho, Oreste a su vez está enamorado de Ermione, quien sin embargo, tanto por ser su prima como por estar enamorada de Pirro, no corresponde a sus sentimientos. Nada más llegar al palacio, de hecho, el joven lamenta su infeliz amor a su amigo Pilade (Che sorda al mesto pianto). Pílades insta a Orestes a no pensar en el amor y a concentrarse en la tarea que tiene que hacer. Pirro recibe la embajada con toda su corte (incluidas Hermione y la propia Andrómaca), y Orestes, en nombre de toda Grecia, impone a Pirro el sacrificio de Astianatte, una amenaza para la seguridad tras la paz posterior a la guerra de Troya. La corte teme la reacción violenta de Pirro, quien afirma con arrogancia la legitimidad de sus elecciones (como hijo del principal líder aqueo) y, con el mayor desprecio de los griegos y de Hermione, anuncia a todos su inminente matrimonio con Andrómaca (Balena in man del figlio). Los líderes están escandalizados y la propia Andrómaca, que quiere mantener su fidelidad al difunto Héctor, rechaza la mano del príncipe.
Cleone aconseja a Ermione, sorprendido por la decisión de Pirro, de usar a Orestes para vengarse de la humillación pública. Y justo en ese momento llega Oreste: el joven renueva sus promesas de amor a Ermione, quien, indecisa, no tiene ganas de utilizar a su pretendiente como instrumento de su venganza (Anime sventurate).
Pero justo en ese momento entra Pirro con toda la corte. El joven, enfurecido por la negativa de Andrómaca, decide mantener los pactos: promete casarse con Ermione y entregar a Astianatte a los líderes griegos. La decisión despierta varios sentimientos: la esperanza de Hermione y Fenicio, la preocupación de Andrómaca y Pilade, los celos de Orestes (E non poss'io sperar?). Mientras Pirro está a punto de entregar al niño a Orestes, Andrómaca se arrodilla y le ruega al príncipe que le dé tiempo para cambiar de opinión. Pirro se regocija, pero Ermione hace un alboroto y amenaza con golpear al niño. El acto termina con el disturbio general y el temor de que algo terrible esté por suceder (Pirro, deh serbami la fé giurata).
Acto II
Atalo comunica la decisión tan esperada a Pirro: Cefisa, cediendo a sus peticiones, ha convencido a Andrómaca de que se case con el príncipe (el diálogo es espiado por Cleone que se apresura a informar de todo a su ama). Pirro, entusiasmado, le promete a Andrómaca el trono y la salvación para Astianatte, pero la mujer, creyendo ver el fantasma de Héctor enfurecido, intenta contener su ímpetu, temiendo el rigor bárbaro de la estrella adversa (Ombra del caro sposo). Los planes de la viuda de Troya, de hecho, son bastante diferentes: tiene la intención de suicidarse después del matrimonio, después de haber obtenido de Pirro el juramento solemne de salvar la vida de su hijo.
Pero en ese momento llega Ermione, seguida de Fenicio y Cleón, y las dos rivales se enfrentan: la princesa aquea insulta a su rival, acusándola de haber utilizado sus artes para llegar al trono, mientras Andrómaca, regia y altiva, en lugar de responder a los insultos perdona a la joven rival y se aleja. Los celos y el miedo comienzan a roer el corazón de Hermione (Essa corre al trionfo!), que le ruega a Fenicio que recuerde a Pirro sus promesas de amor. Pero esto es completamente inútil, ya que la marcha nupcial que lleva a Pirro y Andrómaca al templo resuena fuera del escenario. Ermione cae al suelo desesperada: un coro de confidentes intenta consolarla y promete su venganza, y Oreste también está presente entre ellos. Ermione, entonces, decide aprovecharlo: en nombre del amor que le tiene, obliga a su primo a matar al ingrato y traer de vuelta la daga manchada con su sangre. Al principio vacilante, Oreste corre para llevar a cabo su tarea criminal (Se a me nemiche, o stelle).
Fenicio no ha podido convencer a Pirro, que lo ha ahuyentado y, junto a Pilade, lamenta el triste destino que le espera a Grecia (A così trista immagine).
Hermione deambula por el palacio, presa del remordimiento, ya que se ha dado cuenta de que todavía ama a Pirro, e intenta en vano detenerlo, pero todo es en vano: llega Oreste, con una daga ensangrentada. Para la mujer alucinada y angustiada, el joven hace el relato del asesinato de Pirro (Già di Andromaca sul crine), trayendo el arma con la que fue asesinado como muestra de entrega a su amada. Pero Ermione lo insulta y lo rechaza, desesperada, y le revela que siempre había estado enamorada de Pirro, y fue sólo en un momento de locura que le pidió matarlo. Orestes, también decepcionado y desesperado, invoca a la muerte, mientras que Hermione invoca a las Euménides para vengar el asesinato. Pero en ese momento Pílades llega a la cabeza de un grupo de fieles de Orestes: la gente de Epiro está furiosa por la muerte de Pirro, y amenaza con el linchamiento de todos los conspiradores. A Ermione, desesperada, sólo le queda maldecir a Orestes, quien es llevado a la fuerza por sus seguidores, presa del delirio.

## Estructura
Sinfonía con coro
Acto 1
1. Introducción: Troja qual fosti un dì! (Coro, Fenicio, Andrómaca, Cefisa, Atalo)
2. Coro: Dall'Oriente l'astro del giorno (Cleón)
3. Dúo con coro: Non proseguir! Comprendo! (Hermíone, Pirro)
4. Cavatina con pertichini: Reggia abborrita! (Orestes, Pílades)
5. Marcha, escena y cavatina con coro: Balena in man del figlio (Pirro)
6. Final del Acto I: 
- Duetino: Amarti? (Hermíone, Orestes)
- Marcha y coro: Alfin l'eroe da forte
- Transición: Dal valor de' detti tuoi (Pirro, Cleón, Pílades, Fenicio, Andrómaca, Cefisa, Atalo, Orestes, Hermíone)
- Noneto: Sperar poss'io? (Hermíone, Pílades, Pirro, Andrómaca, Orestes, Cleón, Cefisa, Atalo, Fenicio)
- Tempo di mezzo: A me Astianatte! (Pirro, Andrómaca, Hermíone, Orestes, Pílades, Fenicio)
- Cierre: Pirro, deh serbami la fè giurata (Hermíone, Pirro, Cleón, Cefisa, Orestes, Pílades, Atalo, Andrómaca, Fenicio, Coro)

Acto 2
8. Dúo: Ombra del caro sposo (Andrómaca, Pirro)
9. Gran escena de Hermíone:
- Escena: Essa corre al trionfo! (Hermíone)
- Cavatina: Dì che vedesti piangere (Hermíone)
- Recitativo: Ah, voglia il ciel (Fenicio, Cleón, Hermíone)
- Aria: Amata, l'amai (Hermíone)
- Tempo di mezzo: Ma che ascolto?, marcha y coro Premi Amore sì bella costanza (Cleón, Hermíone)
- Cantabile: Un'empia mel rapì! (Hermíone)
- Tempo di mezzo: Il tuo dolor ci affretta (Coro, Hermíone, Orestes)
- Cierre: Se a me nemiche, o stelle (Hermíone, Cleón, Coro)

10. Duetino: A così trista immagine (Fenicio, Pílades)
11. Final del Acto 2: Che feci? Ove son? (Hermíone, Orestes, Pílades, Coro)
Algunas piezas de la obra se reutilizaron en otras: parte de la escena de Ermione se convirtió en una cavatina alternativa para la Zelmira representada en París, la cavatina de Oreste se convirtió en un aria del Uberto de La dama del lago (también manteniendo algunos versos), reemplazando el más famoso O flame soave y fue reutilizado (manteniendo parte del texto original) como el aria del protagonista masculino en la versión original (romana) de Matilde di Shabran.